# 別列濟奇
51°41′58″N 25°27′24″E / 51.69944°N 25.45667°E
別列濟奇（烏克蘭語：Березичі），是烏克蘭的村落，位於該國西部沃倫州，由卡明-卡希尔斯基区負責管轄，始建於1598年，面積3.15平方公里，海拔高度147米，2001年人口798，人口密度每平方公里253.74人。